# 大食い甲子園
『大食い甲子園』（おおぐいこうしえん）は、土山しげるによる日本の漫画作品。2010年6月から2011年7月15日号（7月1日発売）まで『週刊漫画ゴラク』（日本文芸社）にて連載された。『喰いしん坊!』と同様、ほぼ大食いのみで勝負の決着を付けるという異色の料理漫画である。
作品内の世界では、「大食い」が人気競技でプロも存在、「大食い甲子園大会」なるものも開催されている。学校の部活動として「大食い部」も存在するという設定になっている。また、『喰いしん坊!』とは同じ世界観であり、『喰いしん坊!』に登場したキャラクターが歳を経て登場している（『喰いワングランプリ』も行われているようである）

## あらすじ
岡山県立桃太郎高校は、かつて「大食い甲子園大会」で優勝するほどの強豪校だったが、近年は地区予選の1回戦で負けるという凋落ぶり。教頭が校長に大食い部の廃部を迫る中、新監督がやってくる。

## 登場人物

### 桃太郎高校
かつて15年前「第二十回全国高校大食い甲子園大会」を優勝した高校。しかしその後は鳴かず飛ばずになり、県大会どころか地区大会の1回戦負け常連校になってしまっている。他の部活は運動部・文化部ともに優秀な成績を収めているため比較対象になり、特に後述の教頭は大食いの予算を他の部に回そうと、躍起になって廃部を訴えている。「食ってェ食ってェ食いつくせ(食いまくれ)っ！桃高魂(だまし)で食い尽くせ(食いまくれ)っ！」という部歌を持つ。部員の年数によって丼の色を分けており、1年が赤、2年が黒、3年が白となっている(ただし、後述の盛山によって丼分けの制度は廃止された)。
盛山空太郎（もりやま くうたろう）
本作の主人公。岡山県にある県立桃太郎高校(桃高)に大食い部の監督(顧問)として赴任してきた講師。かつては山梨宝刀高校大食い部のキャプテンで将来を有望視されていたが、部員竹田の妹の手術費30万円を肩代わりするため試合前夜に賭け大食いをした事により、大食い部を退部させられ、海外で大食い修行を経て日本へ帰国。その際家族も嫌がらせを受けて、追われるように甲府から転居している。
毎年地区大会第1回戦で敗退を続けている桃太郎高校の校長に呼ばれ、大食い部の監督に就任する。
山本 康太（やまもと こうた）
3年で大食い部のキャプテン。部1番の大食いとして大将を務めてきたが、盛山曰く大食いには不向きの並みの胃の持ち主なので、選手としての出場はなくなった。当初は、あまりにも横暴な盛山のやり方に反発していたが、次第に彼を信頼していくようになる。類稀な分析力・統率力で部員達を纏めていく。
坂野 留美（さかの るみ）
大食い部マネージャー。2年生。練習用のご飯の調理などを担当している。山本に好意を持っている様子。
矢沢 拓也（やざわ たくや）
1年生。盛山就任時のメンバーの1人。鬼ヶ島工業高校との練習試合でプレッシャーに弱いところを露呈し、他の部員(高橋宏、本田良介、青木進一)と共に退部してしまうが、後に戻ってくる。坂野に気がある様子を見せたこともあるが、坂野からは余り好かれてない模様。
早味 翔（はやみ しょう）
2年生。幼少の頃から大食いだが、本人は「美味い物を沢山食べたいだけ」と言い、「大食い」と呼ばれると激怒する。
毎日胃の大きさを維持するため、女子生徒らの手作り弁当を500mlのペットボトル一本で何個も平らげており、天性のフードファイターと盛山から称えられる。金髪の美男子で、女子生徒たちは彼のためなら喜んで弁当を作って来る。
友人の実家のそば屋が鬼ヶ島工業高校大食い部の元メンバーたちに潰されかけていたこともあって、当初は大食い部を嫌悪し盛山らの勧誘も突っぱねていたが、盛山の過去を知ってからは彼に惚れ込み、大食い部に入部することとなる。
大食いの実力は非常に高く、それでいて相手を冷静に観察する目も持ち合わせており、紛れもないエース格。
原 満（はら みつる）
1年生。肥満体のため、「肥満体は脂肪が胃を圧迫して大食いはできない」との考えから、当初盛山は入部させまいと思っていた。しかし米2升を簡単に平らげ、更に食欲を見せたことで、入部を許可される。グリーンピースが苦手。
梅小路 香（うめこうじ かおり）
1年生。元茶道部員だが、部活で出てくる懐石弁当10人前を盗み食いしてそれが発覚、退部させられ、大食い部に来る。作法には細かいが、大胆な言動も見せる。
好きなアーティストは「台風」。普段は眼鏡をかけているが、ここぞという時は眼鏡を外して勝負に挑む。
林屋 彦助（はやしや ひこすけ）
2年生。落語研究部との掛け持ち。古典落語「そば清」の練習のために盛り蕎麦10枚を食べていたところを早味に見出され、強引に入部させられる。落語の練習のためか、麺類の正しい食べ方を知っており、麺料理が得意。
落語の腕はかなりのもので、大舞台でも臆することのない度胸の持ち主。名前は林家彦六に由来。
伊尻 正浩（いじり まさひろ）
桃高大食い部OBで、24歳。部室に顔を出しては先輩風を吹かせ、現役部員に迷惑がられた。差し入れをする面もあるが、安物のインスタント食がほとんどのため、あまり有難られていない。
大食いの実力は低く、とにかく根性で食することしか考えていない。「俺のいた6年前の時は地区予選3回戦まで進んだんだ」というのが自慢だったが、それは1・2回戦の相手校が2校共も棄権したために進めただけで、実力による突破ではなかった。
梅小路との大食い勝負に敗れた後は、有力対戦校の試合風景を録画した動画を編集してくるなど、部のために協力するようになる。しかし頓珍漢なところは相変わらずで、よく盛山にたしなめられている。地区予選では応援に駆け付けていた。
校長
先代の校長の娘。桃高大食い部に思い入れがあり、空太郎を監督として呼び寄せるなど、廃部寸前だった大食い部の存続に尽力し、サポートしている。
教頭
眼鏡をかけた中年。桃高大食い部を廃部にするべきとの意見を持っていた。その後も何かにつけての扱いを良く思っておらず、たびたび校長に讒訴しにくるも、全てやんわりと否定されて跳ねのけられている。しかし、最終的には地区予選の決勝で校長をはじめ、他の先生達と共に応援に駆け付けていた為、大食い部の事を認めたと思われる。

### 鬼ヶ島工業高校
大食い甲子園の優勝経験を持つ、強豪校の一つ。「体育会系」的な考え方の多い大食い部の中でもかなりの典型例で、練習メニューも名物の「百食喰い」をはじめ根性を試すようなものが多い。組織だった大応援団を持つ。部員の数も多く上下関係もかなり厳しく、1年生は大食い練習には参加させて貰えずに立って部歌を歌うのみ。「瀬戸内海の海の幸、津山盆地の山の幸、吉備津の釜で煮立たせて、煮立たせて、食うが鬼工大食い部」という部歌を持つ。
大江島（おおえじま）
鬼ヶ島工業高校(鬼工)大食い部監督。試合のアドバイスでただ「飛ばせ」としか言わないなど指導には粗さが目立つ。桃高相手に「胃祭りにあげてやる」などと言いながら首を掻っ切るジェスチャーをしたりと、ガラも悪い。が、邪道食いをした部員を除名処分にするなど、プレイスタイルは正々堂々を貫いている。自身も鬼工大食い部出身。
毒島（ぶすじま）
鬼工大食い部OBで、元プロフードファイター。早食いの名手で、通称「ターボ毒島」。大江島の2年後輩で、「ターボ毒島」という名前は大江島が名付けた。
鬼工大食い部入部当初から圧倒的な実力と自主練習を欠かさない態度で注目され、2年生でキャプテンに就任。全国大会準優勝を果たした。高校卒業後すぐプロデビューしたが伸び悩み、結果を出せず引退。その後は大食いチャレンジの賞金で生計を立てる賞金稼ぎとなっていた。しかし早味との親子丼勝負に敗れ、逃げるように姿を消した。
大江島は「高校からすぐプロになるのではなく、大学に行ってもっと胃を鍛え、試合の駆け引きを学んでいたら一流になれたと思う」と述べており、素質がありながら進路を間違ったことを残念がっていた。

### 倉敷白壁高校
昨年、地区予選ベスト4の実績を持つ強豪校の一つ。組織だった大応援団を持ち、大食い部への期待は非常に高い。メンバーは挑発的で、桃高に対して完全に見下した態度を取っていた。しかしその割には食指導を取られることが多く、精神面では未熟さが目立った。大食いの実力的にも「先行逃げ切り、根性論」の域を出ておらず、全国的に見るとレベルはあまり高くないと思われる。
山田 和美（やまだ かずみ）
2年生で先鋒を務める。1年の時から2年連続でレギュラーらしく、試合巧者らしい。スパートをかけると見せかけ、実は少量しか食べていないというフェイクで相手のペースを乱すのを得意とする。矢沢との戦いでもこの作戦を使用したが、過去の地区予選の映像を見て覚えていた矢沢に気付かれ、失敗に終わった。
今西（いまにし）
2年生で次鋒を務める。予想外の追い上げに慌て、水を大量に飲んでしまいしゃっくりを引き起こしてしまう。辛うじて試合に勝つには勝ったが、原の試合序盤のモタツキがなければ多分負けていた。
服部（はっとり）
2年生で中堅を務める。ツユをたっぷり胃に巻き込んでしまうその食べ方は麺類の大食いには適しておらず、もう食えなくなったところで麺類を大得意とする林屋に追い上げられ、敗北した。
大塚（おおつか）
3年生で副将を務める。試合経験が乏しいのか、食前に応援団の声援に応えてピースサインを出してしまい、食前指導を取られてしまう。粉物(たこ焼き)食いなのに水を大量に飲んでしまったり、たこの弾力を計算に入れずに飛ばし過ぎたせいで、試合後半で完全にバテてしまい、簡単に梅小路にまくられて敗北した。
室田（むろた）
3年生でキャプテン、大将を務める。副将戦の食材選び時に審判に聴こえない様に「副将戦で息の根を止めちゃるけいのう」と挑発したが、審判に睨まれると慌てて素知らぬフリをしていた。監督に「策など考えるな、3年間培った全ての力を出し切れ」と言われて戦いに臨んだが、早味の規格外の実力には勝てず、朦朧とする中で早味の強さを認め、力尽きた。

### 私立五輪学院
今年初出場でありながら、鬼ヶ島工業高校を1回戦で破り、一躍注目の的となった学院。学校所在地である美作生誕の剣豪「宮本武蔵」にちなみ、剣道の胴をつけて応援するという珍しい応援スタイルを持つ。メンバーは全員、監督譲りの「二丁食い」を伝授されている。
獅子戸錠二（ししど じょうじ）
五輪高校監督で、通称「ハンター錠二」。かつては伝説級のプロフードファイターだったが、大原満太郎とのカツ丼勝負に敗れ引退。本業のトラック運転手に復帰していたが、指導者として大食い界に戻ってきており、本作開始の3年前に五輪学院の監督になっていた。
水野
先鋒を務める。桃高との決勝戦ではいなり寿司を競うが、肝心なところで箸が滑り、いなり寿司を水分補給用のジョッキの中に落としてしまい、そこをつけこまれて矢沢に半個差で敗北した。
水野
2年生で次鋒を務める。先鋒と同じ苗字であるが別人。桃高との決勝戦ではフランクフルトソーセージを競う。ペースに追走し続けた原に慌て、水を勢いよく口の中に含んでしまう。慌てて錠二の指示が飛んだが、口内を上手く処理することができず食指導を取られてしまい、敗北した。
中堅（名称不明）
梅小路のアクシデントにより不戦勝を得る。本人は「戦いたかったのう」と言っていた。
国沢
副将を務める。桃高との決勝戦ではミートボールを競う。林屋がプレッシャーによりまごつく中、着実に自分のペースを守って勝利。しかし、咄嗟に箸を折った林屋の「二丁食い」に同数まで追い詰められており、食指導がなければ結果は分からなかった。
武蔵山
3年生でキャプテン、大将を務める。桃高との決勝戦では冷やし天ぷらうどんを競う。焦りとプレッシャーからペースを速くしすぎ、むせて食指導を取られてしまうが、状況を見て「二丁食い」を捨てノーマルな食べ方に戻すなど、大将にふさわしい実力の持ち主。早味は想定外の食警告を取られ、苦戦を強いられる。

### その他
菊田（きくた）
桃高生徒で、早味と林屋の友人。実家はそば屋を経営しており、早味はこの店の親子丼が大好物。邪道食い(親子丼に茶をかけてかき混ぜ、一気にすすり込む)をする鬼工大食い部元メンバーに店を潰されかけていた。
空界（くうかい）
滋賀県長浜市の萬福寺住職。若い頃は関西では名の知れたフードファイターだった。寺は全国の大食い部やフードファイターの合宿所として使われている。旧名は空念。
竹田（たけだ）
空太郎の高校時代の同級生。重病を抱える妹の手術費について空太郎に助けられた過去がある。現在は富山完振高校大食い部監督を務めており、滋賀での合宿中に再会。全国大会で対決することを誓い合った。
大原満太郎（おおはら まんたろう）
名ははっきりと明かされず錠二の回想に3カットのみ出演。経緯は不明だがAJFFの要職に就いているようである。錠二をAJFFの理事へスカウトしたが「肩書きのある仕事は向いていない。若い逸材をあの時のお前の様に鍛えてみたい思いにかられた」と五輪学院監督の要請を理由に断られた。

## 書誌情報
- 土山しげる『大食い甲子園』日本文芸社〈ニチブンコミックス〉、全6巻
  1. 2010年10月8日発売 ISBN 978-4-537-12650-1
  2. 2010年12月8日発売 ISBN 978-4-537-12683-9
  3. 2011年2月18日発売 ISBN 978-4-537-12716-4
  4. 2011年4月18日発売 ISBN 978-4-537-12733-1
  5. 2011年6月18日発売 ISBN 978-4-537-12752-2
  6. 2011年9月8日発売 ISBN 978-4-537-12782-9

## 脚註

### 註釈
1. ↑  作中に『喰いしん坊!』の〇年後という明確な記述はないが、主人公達が優勝を目指す大食い甲子園大会が第35回大会なので、少なくとも30年以上の歳月が経っていることが推測される。